# Precious (filme)
Precious (prt: Precious; bra: Preciosa - Uma História de Esperança) (previamente intitulado: Precious: Base on Nol by Saf (Based on the Novel "Push" by Sapphire)) é um filme americano de 2009, do gênero drama, dirigido e coproduzido por Lee Daniels, com roteiro de Geoffrey Fletcher baseado no romance Push (1996), de Sapphire. O elenco é composto por Gabourey Sidibe (em seu primeiro papel no cinema), Mo'Nique, Paula Patton e Mariah Carey. O enredo do filme gira em torno de Preciosa, uma garota obesa que, além de ser antissocial, sofre frequentemente abusos sexuais de seu pai, o que resultou em duas gravidezes, e abusos físicos e mentais por parte da mãe.
A concepção da obra surgiu após o diretor ter lido o livro e se recordado de um episódio que acontecera na sua infância sobre uma jovem que pedira ajuda na sua casa afirmando que a mãe iria matá-la. O filme, que inicialmente estava sem distribuidora, estreou com aclamação tanto no Festival de Cinema de Sundance como no Festival de Cannes (ambos de 2009), sob o título original de Push: Based on the Novel by Sapphire. No primeiro, ganhou o Prêmio do Público e o Prêmio do Grande Júri na categoria de Melhor Drama, bem como um Prêmio Especial do Júri de Melhor Atriz Coadjuvante, para Mo'Nique. Depois da exibição no Sundance, em janeiro de 2009, Tyler Perry anunciou que ele e Oprah Winfrey ajudariam a promovê-lo, o que fez com que logo fosse lançado pela Lions Gate Entertainment. O filme ganhou o Prêmio People's Choice do Festival Internacional de Cinema de Toronto em setembro. Seu título foi alterado de Push para Precious: Based on the Novel "Push" by Sapphire para evitar confusão com o filme de ação Push (2009). Também foi selecionado oficialmente para 62.º Festival de Cannes (particularmente na seção un certain regard).
Ele teve um lançamento limitado na América do Norte em 6 de novembro de 2009, seguido de um lançamento geral no dia 20. Precious recebeu avaliações críticas bastante positivas, em particular para o desempenho do elenco principal, o roteiro e sua mensagem. Em seu fim de semana de abertura em versão limitada, arrecadou 1,8 milhão de dólares, posicionando-se no 12.º lugar. Em fevereiro de 2010, a  bilheteria encerrou sua corrida nos Estados Unidos com mais de 47 milhões, classificando-o na 65.ª posição dos mais sucedidos filmes no país do ano, recuperando seu orçamento de dez milhões de dólares. A obra recebeu seis indicações ao Oscar 2010 nas categorias de Melhor Filme, Melhor Diretor, Melhor Edição, Melhor Atriz (Sidibe), Melhor Atriz Coadjuvante (Mo'Nique) e Melhor Roteiro Adaptado, tendo vencido as duas últimas.

## Enredo
Em 1987, Claireece "Preciosa" Jones (Gabourey Sidibe), de 16 anos, vive no bairro de Harlem, na cidade de Nova Iorque, com a mãe desempregada, Mary (Mo'Nique), que há muito submeteu-lhe a abuso físico, mental e sexual. Preciosa foi frequentemente estuprada por seu pai, Carl (Rodney "Bear" Jackson), o que acabou a engravidando duas vezes. A família reside em um cortiço da Seção 8 e sobrevive de assistência social. Sua primeira filha, "Mongo" (tirado de Mongoloide), tem síndrome de Down e está sob os cuidados da avó de sua mãe, embora Mary obrigue a família a fingir que Mongo vive com ela e Preciosa para que possa receber dinheiro extra do governo. Quando a segunda gravidez de Preciosa é descoberta, sua diretora do ensino médio providencia para que a aluna frequente uma escola alternativa, onde espera que Preciosa possa mudar o rumo de sua vida. Lá, a garota encontra um escape da sua vida traumática, e é amada e valorizada.
Inspirada por sua nova professora, Blu Rain (Paula Patton), Preciosa finalmente aprende a ler e escrever. Ela encontra esporadicamente a assistente social, Sra. Weiss (Mariah Carey), que descobre sobre o incesto na casa quando a garota revela quem "fez" seus filhos. Enquanto está no hospital dando à luz a seu segundo filho, Abdul, Preciosa conhece John McFadden (Lenny Kravitz), um assistente de enfermagem que mostra ser simpático. Ao retornar para casa, sua mãe deliberadamente derruba Abdul, com apenas três dias de vida, e bate nela, declarando que sua revelação sobre o incesto resultou no corte da assistência. Preciosa revida e foge de sua casa com Abdul. Quando partiram, ela para na janela duma igreja e vê o coro cantando um hino de natal, e se imagina com seu namorado imaginário juntos cantando a música. Ela entra na sala de aula buscando abrigo. Depois que Blu a encontra na manhã seguinte, ela busca desesperadamente abrigos seguros para que Preciosa possa se instalar. Mais tarde naquela noite, Preciosa fica na casa de Blu e sua namorada. Na manhã seguinte, a professora leva a garota e seu filho para encontrarem assistência, e lhe diz que ela poderá continuar seus estudos enquanto mora com Abdul num abrigo.

Sidibe em uma cena do filme.

Mary logo procura Preciosa para lhe informar a morte de seu pai por AIDS, e esta descobre que é soropositiva, embora Abdul não seja. Depois de sentir-se arrasada, ela rouba seu "arquivo do caso" do escritório da Sra. Weiss e mostra para suas colegas de classe. Mais tarde, ela encontra-se com a mãe no escritório da assistente social. A Sra. Weiss confronta Mary sobre os abusos de Preciosa, e essa revela que começaram quando sua filha tinha apenas 3 anos. Mary não consegue ver erros em si mesma e, em vez de assumir a responsabilidade por seus erros e por ser má mãe, ela culpa sua filha por tudo. Então começa a chorar e diz que o estupro foi culpa de Preciosa, por isso que ela "deixou" seu marido, e admite que se ressente por sua filha "roubar seu homem". Preciosa diz a Mary que finalmente descobriu quem ela é e lhe diz que nunca mais verá ela ou as crianças. Mary pede a Sra. Weiss para recuperar sua filha, mas Weiss, chocada, a ignora, e silenciosamente Mary se afasta de desgosto.
Preciosa ganha a custódia de Mongo e planeja completar uma prova para receber um diploma equivalente ao do ensino médio. Ela vai passear na cidade com os dois filhos, pronta para começar uma nova vida e ter um futuro melhor.

## Elenco

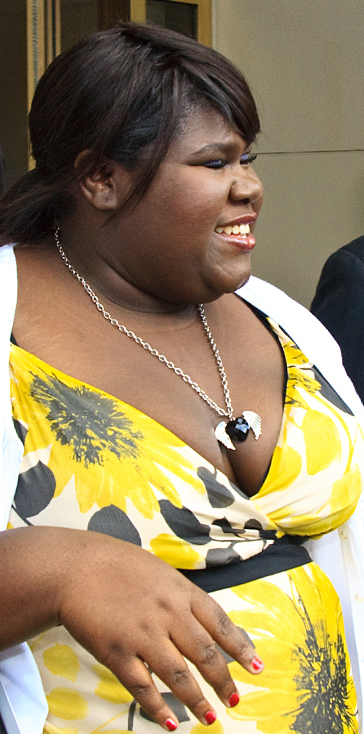
Sidibe no Festival Internacional de Cinema de Toronto de 2009.

- Gabourey Sidibe como Claireece 'Preciosa' Jones. O diretor de elenco do filme, Billy Hopkins, encontrou-a em uma audição de chamada aberta realizada no Colégio Lehman de Nova Iorque. Sidibe foi a escolhida entre mais de trezentas outras que fizeram o teste e não tinham experiência anteriores de atuação,[9] assim como ela, que começou sua carreira de atriz neste filme.[10]
- Mo'Nique como Mary Lee Johnston, a mãe de Preciosa, uma mulher verbal e fisicamente agressiva.[10] Mo'Nique e Daniels trabalharam anteriormente no filme Shadowboxer (no qual sua personagem chamava-se Preciosa).
- Paula Patton como Ms. Blu Rain, professora de Preciosa na escola alternativa. Patton disse que sua personagem ensina Preciosa a "aprender, ler e escrever desde o princípio, e a estímula a acreditar em si mesma para perceber que tudo é possível".[11]
- Mariah Carey como Sra. Weiss, a assistente social de Preciosa que a apoia durante suas dificuldades. Em setembro de 2008,[12][13] Carey afirmou que Weiss "não é realmente uma pessoa simpática, mas ela tenta fazer isso da melhor maneira".[13][14] Carey e Daniels trabalharam juntos em Tennessee, e o diretor disse que a escolheu porque estava "tão impressionado" por sua atuação no filme. De acordo com Daniels, Helen Mirren, que estrelou em seu filme anterior, Shadowboxer, foi originalmente cotada para desempenhar o papel, mas obteve um outro em um "projeto maior".[15]
- Lenny Kravitz como John McFadden, um enfermeiro que é bondoso com Preciosa.[9][12] Este filme é o seu primeiro longa-metragem.[9]
- Sherri Shepherd como Cornrows.[16]
- Nealla Gordon como Sra. Lichtenstein.[16]
- Stephanie Andujar como Rita, uma ex-viciada em heroína e prostituta de 16 anos, que frequenta a mesma escola alternativa que Preciosa, e depois se torna amiga dela. Durante a audição de Andujar, Daniels ficou tão impressionado que ele interrompeu seu diálogo e declarou: "Eu quero você no meu filme".[17]
- Chyna Layne como Rhonda Patrice Johnson.[16]
- Aunt Dot como Tootsie, a mãe de Mary e avó de Preciosa. Dot é tia do diretor na vida real.[18]
- Amina Robinson como Jermaine Hicks.[16]
- Xosha Roquemore como Jo Ann.[16]
- Angelic Zambrana como Consuelo.[16]
- Quishay Powell como Mongo.[16]
- Grace Hightower como Assistente social.[16]
- Nia Fraser como Ruby.[16]
- Bill Sage como o Sr. Wicher; Sage tinha co-estrelado com Carey em Glitter, além de trabalhar com Daniels em Tennessee.[16]
- Barret Helms (como Barret Isaiah Mindell) como Tom Cruise, o namorado imaginário de Preciosa.[16]

## Produção
Lee Daniels disse que inicialmente se sentiu atraído pelo romance baseado num sentimento "cru e honesto". Em uma entrevista ao canal de televisão AMC, ele lembrou que quando lia o livro, vinha uma lembrança de sua infância sobre uma jovem maltratada que batera na porta de sua casa alegando que a mãe dela iria matá-la. Daniels recordou que essa foi a primeira vez que vira sua mãe assustada, observando especificamente o desamparo da situação, e afirmou que "ela sabia que teria que mandar essa garotinha para casa, e foi isso que a perturbou — pois não poderia ajudá-la, porque teria que tornar a situação mais fácil para si. Isso é tudo que ela poderia fazer". Ao dirigir o filme, o diretor esperava que a experiência fosse catártica e que "talvez eu pudesse ajudar outras pessoas". Outro objetivo declarado que Daniels teve foi desafiar a percepção do incesto pelo público em geral.
O filme foi coproduzido pela empresa de Daniels, Lee Daniels Entertainment, juntamente com as produtoras Sarah Siegel-Magness e Gary Smokewood Entertainment Group. As duas últimas já colaboraram anteriormente com Daniels em Tennessee (2008). Precious tinha no total treze produtores: Daniels, Oprah Winfrey, Tom Heller, Tyler Perry, Lisa Cortes, Gary Magness, Valerie Hoffman, Asger Hussain, Mark G. Mathis, Andrew Sforzini, Bergen Swason, Simone Sheffield e Sarah Siegel-Magness. Inicialmente, o diretor não esperava que o filme gerasse muita popularidade, esperando que fosse lançado diretamente em vídeo, afirmando que "[sobre o motivo para o] sucesso inesperado dizem que havia um anjo cuidando de mim". As filmagens ocorreram em vários locais da cidade de Nova Iorque. Apesar da temática sombria, Sidibe declarou que o humor no set era bom, que "todos os dias era uma festa" e que o elenco frequentemente cantava e dizia piadas para "aliviar o ambiente". O orçamento da produção foi de dez milhões de dólares.
Depois de sua exibição no Festival de Cinema de Sundance, em janeiro de 2009, foi distribuído pela Lions Gate Entertainment e recebeu assistência promocional da Harpo Studios, corporação cinematográfica da Oprah Winfrey, e da 34th Street Films, de Tyler Perry, tornando-se o primeiro filme teatral a ser afiliado a esta última. Em fevereiro de 2009, a Lionsgate e a The Weinstein Company moveram processos judiciais contestando a propriedade dos direitos de libertação do filme. Ambas afirmam ter comprado os direitos de distribuição: The Weinstein Company afirmou ter "garantido" seus direitos, enquanto a Lionsgate alegou possuir os direitos sobre a distribuição na América do Norte. O agente de vendas da Cinetic Media negou as alegações da Weinstein, afirmando que eles não conseguiram finalizar o acordo.

## Música
Em associação com a Matriarch/Geffen Records, a Lionsgate lançou a trilha sonora online para download digital em 3 de novembro de 2009, e nas lojas em 23 de novembro. Daniels confirmou que há planos para lançar "I Can See in Color", de Mary J. Blige, como single da trilha. A música foi escrita por Blige, Raphael Saadiq e LaNeah Menzies, sendo produzida por Saadiq. A trilha consiste em gravações de vários artistas (Labelle, Donna Allen, Jean Carn, Sunny Gale e MFSB); sendo que algumas músicas eram covers e outras foram gravadas especificamente para o álbum do filme. O álbum recebeu críticas positivas, principalmente a música "I Can See In Color" — que foi lançada como single — e fora gravada e co-escrita por Blige. O trailer do filme apresenta a música "Destiny" tirada do álbum No More Drama (2001). Uma música intitulada "My Good Lovin' (Back Like That Remix)", cantada por Da Brat e Lil' Mo, foi destaque no filme, mas não inclusa na trilha sonora.
O compositor Robin Thicke, até então casado com uma figurante do filme, Paula Patton, escreveu e produziu "Push", a música principal original de Precious. Anúncios posteriores confirmaram que ela seria substituída por "I Can See In Color". A canção "Happy" (do álbum Echo), de Leona Lewis, também aparece no trailer do filme. Daniels afirmou que os artistas apresentados na trilha sonora foram selecionados porque "ressoam não só no mundo de Preciosa, mas falam com sua alma, não importa quem você é". Duas outras músicas, realizadas décadas atrás por Queen Latifah e Mahalia Jackson, também foram escolhidas para a trilha. A trilha sonora apresenta no total LaBelle (Nona Hendryx, Sarah Dash e Patti LaBelle), Donna Allen, Jean Carn, Sunny Gale e MFSB.

### Lista das faixas
| Precious       |                                    |                                                |                 |         |  |
| N.º            | Título                             | Compositor(es)                                 | Intérprete(s)   | Duração |  |
| 1.             | "I Can See in Color"               | Mary J. Blige, Raphael Saadiq e LaNeah Menzies | Mary J. Blige   | 5:33    |  |
| 2.             | "He Is the Joy"                    |                                                | Donna Allen     | 7:45    |  |
| 3.             | "Was That All It Was"              |                                                | Jean Carn       | 3:43    |  |
| 4.             | "Did You Ever See a Dream Walking" |                                                | Sunny Gale      | 2:27    |  |
| 5.             | "Come Into My House"               |                                                | Queen Latifah   | 4:12    |  |
| 6.             | "Just a Closer Walk with Thee"     |                                                | Mahalia Jackson | 1:51    |  |
| 7.             | "Love Is the Message"              |                                                | MFSB            | 4:06    |  |
| 8.             | "Now That I Know Who I Am"         |                                                | Nona Hendryx    | 4:17    |  |
| 9.             | "System"                           |                                                | Labelle         | 5:33    |  |
| 10.            | "Somethin's Comin' My Way"         |                                                | Grace Hightower | 4:33    |  |
| 11.            | "It Took a Long Time"              |                                                | Labelle         | 4:03    |  |
| 12.            | "Letters"                          |                                                | Mario Grigorov  | 3:54    |  |
| Duração total: | Duração total:                     | Duração total:                                 | Duração total:  | 51:30   |  |

### Recepção
AllMusic descreveu o álbum como "ofertas sólidas tanto contemporâneas quanto clássicas", elogiando as contribuições de Latifah, Hightower, Jackson e LaBelle e afirmou que o álbum resultou "em uma coleção sólida e empolgante que (nas palavras de Daniels) "ressoa não só no mundo de Preciosa", mas fala com a sua alma, não importa quem você é". A People Magazine Daily notou que o filme "tem uma trilha sonora orientada principalmente pela música, então não é bem uma trilha, havia inúmeras músicas populares acrescentadas". Peter Travers, da Rolling Stone, descreveu "I Can See In Color" como sendo "uma música knockout ... expressando o objetivo de Preciosa de ver o mundo em cores".

## Lançamento

### Divulgação

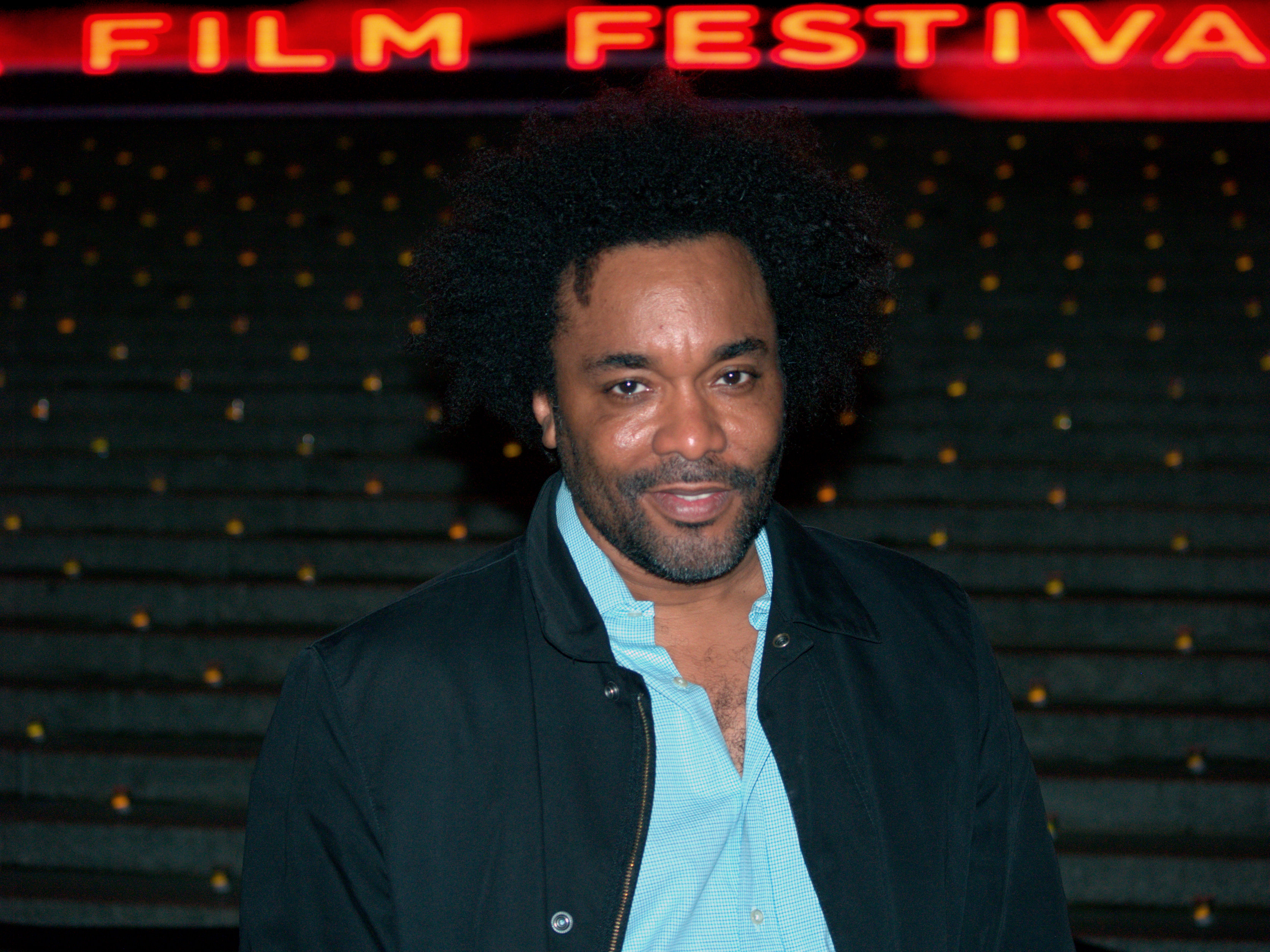
Daniels disse que, inicialmente, estava "envergonhado" de exibir o filme no Festival de Cannes porque achava que mostraria os afro-americanos de modo negativo, devido ao seu conteúdo.

Precious foi exibido durante o Festival de Sundance, na Park City, Utah, de 15 de janeiro de 2009 até dia 25. No festival, foi referido sob seu título original "Push: Based On The Novel By Sapphire"; no entanto, o título foi alterado posteriormente para evitar confusão com outro filme de 2009 chamado Push. Precious apareceu na Un Certain Regard, uma seção de prêmios que reconhece filmes únicos e inovadores, do 62º Festival de Cinema de Cannes, onde recebeu ovação de pé por 15 minutos da audiência após sua exibição. Daniels comentou que, no início, estava "com vergonha" de mostrá-lo no festival, porque ele não queria "explorar as pessoas negras" e não tinha certeza se "queria que os franceses vissem o nosso mundo. Mas por causa de [Barack] Obama, [um presidente negro], agora está tudo bem ser negro. Não tenho que mentir. Tenho orgulho de onde venho". Após o sucesso em Sundance, os repórteres observaram que o filme poderia refletir no sucesso de outros filmes que foram selecionados e elogiados no festival. S. James Snyder, da Time, comparou o sucesso de Precious em Sundance com o de The Wrestler, dirigido por Darren Aronofsky, e Slumdog Millionaire (ambos de 2008); ambos os filmes foram nomeados para vários Prêmios da Academia, e o último ganhou Melhor Filme no Oscar 2009.
Winfrey usou seu status de celebridade e personalidade da mídia para dar ao filme o que foi descrito por Ben Child, do The Guardian, como um "impulso promocional de alto perfil". Em uma conferência de imprensa, Winfrey anunciou sua intenção de liderar uma campanha promocional em nome de Precious, juntamente com outras plataformas, na esperança de "atrair audiências diferentes" promovendo-o em seu show, em sua revista e em seu canal no Satellite Radio. Katie Walmsley, da CNN, afirmou, com base na recepção positiva do filme no Festival de Cinema de Toronto, que "pelo menos, a boa recepção em [Toronto] lhe garantirá uma distribuição significativa, bem como a dupla exposição para o diretor". O trailer foi mostrado durante as pré-visualizações do filme I Can Do Bad All By Myself, do produtor Tyler Perry, em setembro de 2009.

### Bilheteria
Precious recebeu um lançamento limitado em salas de cinema, em 6 de novembro de 2009, e originalmente estava previsto ser exibido apenas em cinemas da América do Norte. Devido seu conteúdo adulto, foi avaliado como "R" (Restrito) pela Motion Picture Association of America (MPAA) em seu país de origem, especificamente pela representação forte de "abuso infantil, incluindo agressão sexual e bastante linguagem indecente". Durante o fim de semana de abertura, o filme ganhou 1.872.458 de dólares, o que o fez estar em décimo segundo na lista das maiores bilheteria desse fim de semana, apesar de ter sido apresentado em apenas 18 cinemas. O filme registrou um aumento de 214 por cento em sua segunda semana, ganhando 5.874.628 de dólares em 174 cinemas, alavancando para o terceiro lugar na bilheteria desse fim de semana, com uma média de 33.762 dólares por cinema. Em 20 de novembro de 2009, recebeu um lançamento mais amplo, exibindo em 629 cinemas. Em sua terceira semana, Precious, como os estúdios já haviam previsto, ficou em sexto na bilheteria, com arrecadações estimadas em 11.008.000 de dólares — um aumento de 87,4 por cento em relação à semana anterior.
Depois de alcançar sucesso por três semanas, Precious começou a ter uma diminuição nos ganhos das bilheterias. No entanto, ainda mantém o recorde como o filme de arrecadação mais alta numa estreia em menos de 100 cinema, assim como da maior arrecadação por sala para filmes exibidos em menos de 50 cinemas. Brandon Gray, do Box Office Mojo, descreveu-o como tendo tido uma "expansão robusta" em sua segunda semana de lançamento, e ele confirmou que o filme mantém o recorde de ter a segunda maior arrecadação de fim de semana para um filme apresentado em menos de 200 cinemas, atrás apenas de Atividade Paranormal. Precious arrecadou um total de 40.320.285 de dólares em um pouco mais de seis semanas após o lançamento. No Reino Unido, estreou no nono lugar, com receitas que totalizaram 259 mil libras esterlinas em seu fim de semana de abertura em um lançamento limitado em 47 cinemas, gerando uma média de 5.552 por sala.

### Home media
O filme foi lançado em formatos de DVD-Vídeo e Disco Blu-ray em 9 de março de 2010, ficando no primeiro lugar em vendas de DVDs nos Estados Unidos, com 1,5 milhão vendidos na primeira semana de lançamento. Também atingiu a primeira posição em aluguel no iTunes e Amazon.com.

## Reação

### Crítica
Precious recebeu críticas positivas dos críticos cinematográficos, particularmente para as performances de Sidibe e Mo'Nique. Rotten Tomatoes informa que 91% dos 218 críticos deram ao filme análise positiva, com uma nota de 7,8 de 10. O consenso do site é que "Precious é um filme sombrio e finalmente triunfante sobre abuso e vida no centro da cidade, em grande parte reforçado pelos desempenhos excelentes de seu elenco". Metacritic, que atribui uma classificação normalizada de 100 com base em avaliações de críticos de cinema, deu-lhe uma nota de 79 com base em 36 análises, indicando "avaliações geralmente favoráveis".

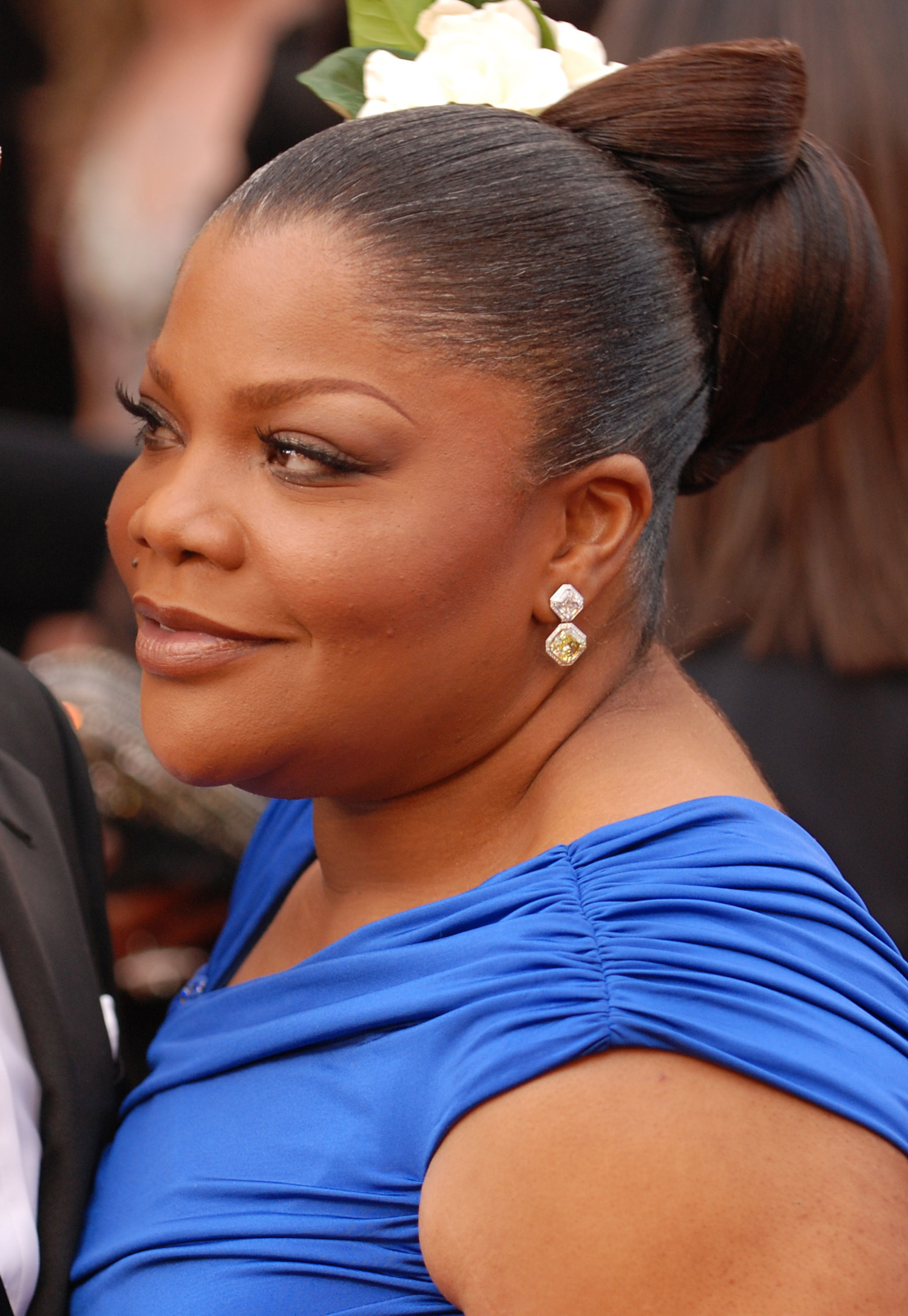
Mo'Nique recebeu aclamação da crítica por seu desempenho como Mary Johnston. Nesta foto, está no tapete vermelho do Oscar 2010, no qual ganhou na categoria de Melhor Atriz Coadjuvante; além do Globo de Ouro, SAG e um BAFTA.

John Anderson, da Variety, disse que "simplesmente chamá-lo de angustiante ou desagradável não o rebaixa", tendo sentido que o filme é "corajoso e intransigente, um coquetel de abatimento e exaltação, desespero e esperança", chamando o desempenho de Carey de "perfeito" e o papel de Patton como "desarmante". Escrevendo para a Entertainment Weekly, Owen Gleiberman elogiou o desempenho de Carey, descrevendo-o como tendo sido "uma compaixão autenticamente desarmada" e elogiou o filme por "capturar" "como uma garota perdida se recupera dos mortos", e sobre Daniels, disse que mostra "uma coragem inflexível como cineasta, indo profundamente nas patologias que ainda podem permanecer nos armários de algumas pessoas pobres no centro da cidade". Gleiberman descreveu-o como um filme "que faz você pensar. [...] É uma experiência poderosa e emocionante, porque, no final, você sente que testemunhou nada menos que o nascimento de uma alma", e sentiu que a "cena final da revelação" entre as personagens de Sidibe e Mo'Nique foi forte o suficiente para poder deixar os espectadores "emocionados, abalados, e atordoados com piedade e horror", e concluiu que Daniels usa uma das ricas cenas criadas por Fletcher para posicionar Mo'Nique em um confronto doloroso com Sidibe que resulta em uma performance magistral e provocadora que entrega o "impulso" final necessário para Sidibe: "Quanto mais Preciosa tenta se afastar de sua mãe, mais ela é puxada para trás".
O crítico americano Roger Ebert, do Chicago Sun-Times, elogiou as performances de Mo'Nique e Sidibe, descrevendo o desempenho de Mo'Nique como sendo "assustadoramente convincente" e sentiu que "o filme é uma homenagem à habilidade de Sidibe de envolver nossa empatia" porque ela "cria completamente a personagem Preciosa". Observou também que Carey e Patton "são impactantes iguais a Sidibe em frente às câmeras". Elogiou Daniels porque em vez de contratar atrizes já famosas, "ele conseguiu ver sob a superfície e confiar que as [escolhidas] tinham recursos emocionais para interpretarem essas mulheres, e ele estava certo". Betsey Sharkey, do Los Angeles Times, descreve o filme como um "diamante grosso... [A] mistura rara de entretenimento puro e comentários sociais obscuros, é uma história chocantemente crua, surpreendentemente irreverente e absolutamente inesquecível". Em sua publicação para o USA Today, Claudia Puig disse que enquanto há "momentos melodramáticos", o elenco oferece "performances notáveis" para mostrar ao público a "mensagem inspiradora" do filme. Peter Travers, da Rolling Stone, chamou Mo'Nique de "dinamite", uma performance que "rasga seu coração".
Para a Time, Mary Pols elogiou as sequências de fantasia do filme por poderem mostrar ao público uma "energia alegre de o Mágico de Oz" que é capaz de "abrir a porta para a mente de Preciosa de uma maneira que nem [a autora] Sapphire poderia fazer". Pols sentiu que, embora não se impressione que o filme tenha "uma falta de conteúdo emocional convincente", os "poucos momentos fracos" são "os que se encaixam com típicas histórias inspiradoras". Marshall Fine, do The Huffington Post, elogiou-o como "um filme que não se afasta das profundezas para as quais os seres humanos podem afundar, mas também mostra a força e a resistência de que somos capazes, mesmo nos nossos piores momentos". Scott Mendelson, também do Huffington Post, notou que quando se coloca as "questões flagrantes de lado", o filme "ainda funciona como um potente estudo de personalidade e um vislumbre dentro de um mundo que preferimos fingir não existe nos Estados Unidos da América". Mas enquanto "triunfa como um tratamento de desempenhos poderosos e um potente estudo de personalidade, existem algumas questões narrativas importantes que impedem que o filme seja uma casual obra-prima", e concluiu que o filme é "uma força motriz interativa" por causa de seus muitos temas emocionais.
O crítico Jack Mathews escreveu: "Sem se familiarizar com o material original, você realmente não faz ideia de quão trabalhosa foi a adaptação. [...] O primeiro trabalho do roteirista Geoffrey Fletcher fez o romance gráfico e idiomático de Sapphire em uma história coerente e inspiradora sobre a jornada de uma adolescente de Harlem que fora abusada". Escrevendo para o The New York Times, A. O. Scott notou o uso preciso da força do roteiro e o uso adequado da linguagem, incluindo uma frase memorável criada por Fletcher para a adaptação: uma "adaptação arriscada e notável dos fatos da vida de Preciosa também são apresentados com uma força suave (embora não tenha detalhes excessivamente gráficos). Mas, assim como Push, atinge uma eloquência que o torna muito mais do que um diário fictício de disfunção extrema. Precious também é perspicaz e astuto, possuindo bons talentos apenas para aqueles que se preocupam em percebê-los.
Por outro lado, refletindo a adaptação do roteiro, Dana Stevens, do Slate, discordou da avaliação de Gleiberman de que o "filme faz você pensar" e argumentou que a "ânsia" do filme em atrair o público "através das piores situações da experiência humana" deixa pouco espaço para "conclusões" independentes. Stevens observou que, enquanto o filme é sobre melhoria e auto-realização, "ele exerce um fardo muito grande", em oposição a visão de A. O. Scott: "força suave (embora não tenha detalhes excessivamente gráficos)". Talvez compartilhando a visão de Jack Mathews sobre o desafio de adaptar a difícil história de Push, Stevens observa que "Daniels e Fletcher, sem dúvida, pretendem que o filme dê voz ao tipo de protagonista muitas vezes excluído das telas dos cinemas norte-americanos: uma pobre com excesso de peso e uma mãe preta".
Precious também recebeu algumas avaliações negativas dos críticos. Escrevendo para New York Press, Armond White comparou-o com O Nascimento de uma Nação como "denegrindo a ideia da vida negra norte-americana", chamando-o de "o trabalho enganoso do ano". Em dois artigos distintos, The New York Times citou a publicação de White como a crítica negativa mais eficaz, acrescentando que, em uma entrevista recente, ele observou que a popularidade do filme é resultado do "fato" que a "patologia negra gera lucro". Courtland Milloy, do The Washington Post, disse que Precious é "um filme de interesse lascivo que tem tanto sobre o valor social salvador como um filme pornô".

### Prêmios e indicações
Precious recebeu inúmeros prêmios e indicações, com um total de 113 vitórias e 98 nomeações. Daniels ganhou a versão People's Choice Awards do Festival Internacional de Cinema de Toronto de 2009. Também ganhou os dois prêmios para os quais fora nomeado no Festival de Cinema de San Sebastián — o Prêmio TVE Otra Mirada e o Prêmio do Público. Foi nomeado na categoria de Cavalo de Bronze no Festival de Cinema de Estocolmo e ganhou o Prêmio de Melhor Longa-Metragem no Festival do Havaí.
No Independent Spirit Awards, recebeu cinco prêmios nas categorias de Melhor Filme, Melhor Primeiro Roteiro, Melhor Diretor, Melhor Atriz (Sidibe) e Melhor Atriz Coadjuvante (Mo'Nique). Na 67.ª edição dos Prêmios Globos de Ouro, o filme recebeu indicações para Melhor filme de Drama, Melhor Atriz em Filme Dramático (Sidibe) e Melhor Atriz Coadjuvante em Cinema (Mo'Nique), ganhando esta última. A película foi nomeada às três principais categorias dos Prêmios Screen Actors Guild: Melhor Elenco, Melhor Atriz e venceu Melhor Atriz Coadjuvante (Mo'Nique). Para o BAFTA, foi nomeado a Melhor Filme, Melhor Diretor, Melhor Roteiro Adaptado, Melhor Edição, Melhor Atriz (Sidibe) e venceu Melhor Atriz Coadjuvante (Mo'Nique).
Em 2 de fevereiro de 2010, a obra recebeu indicações para a 82.ª edição dos Prêmios da Academia nas categorias de Melhor Filme, Melhor Diretor (Daniels), Melhor Atriz (Sidibe), Melhor Atriz Coadjuvante (Mo'Nique), Melhor Roteiro Adaptado (Fletcher) e Melhor Edição (Klotz). Em 7 de março, dia da apresentação, foi anunciado que Mo'Nique e Fletcher ganharam em suas respectivas categorias. A produção também foi nomeada ao GLAAD Media Awards para "Excelente Filme com Amplo Lançamento".